# Northwest St. Louis (Minnesota)
Northwest St. Louis es un territorio no organizado ubicado en el condado de St. Louis en el estado estadounidense de Minnesota. En el Censo de 2010 tenía una población de 301 habitantes y una densidad poblacional de 0,17 personas por km².

## Geografía
Northwest St. Louis se encuentra ubicado en las coordenadas 48°19′26″N 92°47′30″O / 48.32389, -92.79167. Según la Oficina del Censo de los Estados Unidos, Northwest St. Louis tiene una superficie total de 1756.82 km², de la cual 1499.01 km² corresponden a tierra firme y (14.67%) 257.8 km² es agua.

## Demografía
Según el censo de 2010, había 301 personas residiendo en Northwest St. Louis. La densidad de población era de 0,17 hab./km². De los 301 habitantes, Northwest St. Louis estaba compuesto por el 92.69% blancos, el 0% eran afroamericanos, el 3.65% eran amerindios, el 1.66% eran asiáticos, el 0% eran isleños del Pacífico, el 0% eran de otras razas y el 1.99% pertenecían a dos o más razas. Del total de la población el 1.33% eran hispanos o latinos de cualquier raza.